# Mark Donskoj
Mark Donskoj (russisk: Марк Семёнович Донско́й) (født 6. marts 1901 i Odessa i det Russiske Kejserrige, død 21. marts 1981 i Moskva i Sovjetunionen) var en sovjetisk filminstruktør og manuskriptforfatter.

## Filmografi
- Min Barndom (Детство Горького, 1938)[1][2]
- Hos mennesker (В людях, 1939)
- Mine universiteter (Мои университеты, 1939)
- Regnbuen (Радуга, 1944)
- Landdistriktslærer (Сельская учительница, 1947)
- Alitet går til bjergene (Алитет уходит в горы, 1949)
- Mat (Мать, 1955)
- Foma Gordejev (Фома Гордеев, 1959)
- Zdravstvujte, deti! (Здравствуйте, дети!, 1962)
- Et moderhjerte (Сердце матери, 1965)
- Et moderhjerte II (Верность матери, 1966)